# Wladimir Michailowitsch Andrejew
Wladimir Michailowitsch Andrejew (russisch Владимир Михайлович Андреев, englisch Vladimir Andreyev bzw. Andreev; * 9. Februar 1958 in Dolgoprudny) ist ein ehemaliger sowjetischer Skirennläufer.

## Karriere
Andrejew bestritt sein erstes internationales Großereignis bei den Olympischen Winterspielen 1976 in Innsbruck, wobei er mit Rang 25 im Slalom sein bestes Ergebnis erzielte. Zwei Jahre später verpasste er bei den Weltmeisterschaften in Garmisch-Partenkirchen als Vierter in der Alpinen Kombination nur knapp eine Medaille. Am 11. Februar 1979 gewann er beim Slalom von Åre seine ersten Weltcuppunkte.
1980 belegte er bei den Olympischen Winterspielen in Lake Placid erreichte er den 9. Platz im Slalom. Knapp ein Jahr später, am 18. Januar 1981 erreichte er mit Rang 2 beim Slalom von Kitzbühel sein erstes Podest im Weltcup. Eine weitere Podestplatzierung folgte wenige Wochen später mit Rang 3 in Oslo.
In den darauffolgenden Jahren konnte sich Andrejew in der erweiterten Weltspitze im Slalom etablieren, jedoch gelangen ihm keine absoluten Spitzenresultate mehr. Bei den Weltmeisterschaften 1982 in Schladming belegte er Rang 10.
1984 beendete er seine aktive Karriere kurz nach den Olympischen Winterspielen, welche für ihn mit zwei Ausfällen enttäuschend verlaufen waren.

## Privates
Andrejew war bis zu ihrem Tod mit Nadeschda Patrakejewa verheiratet, welche ebenfalls als Skirennläuferin aktiv war.

## Erfolge

### Olympische Winterspiele
- Innsbruck 1976: 25. Slalom, 44. Abfahrt, DNF Riesenslalom
- Lake Placid 1980: 9. Slalom, 15. Riesenslalom
- Sarajewo 1984: DNF Riesenslalom, DNF Slalom

### Weltmeisterschaften
- Innsbruck 1976: 25. Slalom, 44. Abfahrt, DNF Riesenslalom
- Garmisch-Partenkirchen 1978: 4. Alpine Kombination, 16. Slalom[2], 22. Riesenslalom[3], 35. Abfahrt[4]
- Lake Placid 1980: 9. Slalom, 15. Riesenslalom
- Schladming 1982: 10. Slalom[5], 23. Riesenslalom[6], DNF Alpine Kombination[7]